# شاهمار (مقاطعة غيلانغرب)
شاهمار (بالفارسية: شاهمار) هي قرية تقع في قسم ديره الريفي في إيران. يقدر عدد سكانها بـ 178 نسمة بحسب إحصاء 2016.